# 6598 Modugno
A 6598 Modugno (ideiglenes jelöléssel 1988 CL) a Naprendszer kisbolygóövében található aszteroida. Osservatorio San Vittore fedezte fel 1988. február 13-án.